# Rhinocricus bellus
Rhinocricus bellus är en mångfotingart som beskrevs av Chamberlin 1955. Rhinocricus bellus ingår i släktet Rhinocricus och familjen Rhinocricidae. Inga underarter finns listade i Catalogue of Life.